# Harald (drengenavn)
 For alternative betydninger, se Harald. (Se også artikler, som begynder med Harald)
Harald er et drengenavn, der stammer fra oldnordisk "Haraldr" og videre tilbage fra det urnordiske "Harjawaldar", der betyder "hærhersker". Det engelske Harold har samme betydning. Ifølge Danmarks Statistik bærer omkring 1.800 danskere et af disse navne.

## Kendte personer med navnet

### Kongelige
- Harald Blåtand, Harald 2. og Harald 3. Hen, danske konger.
- Harald, navnet på flere forhistoriske dansk konger.
- Harald Hårfager, Harald Gråfeld, Harald Hårderåde, Harald Gille, Harald 5., norske konger.
- Harald Harefod, engelsk konge.

### Øvrige
- Harald Agersnap, dansk komponist, musiker og dirigent.
- Harald Andersen, dansk arkæolog.
- Harald Balslev, dansk teolog, forfatter og komponist.
- Harald Bohr, dansk fysiker.
- Harald Brix, dansk redaktør og politiker.
- Harald Giersing, dansk maler.
- Harald Høffding, dansk filosof.
- Harald Jensen, dansk brændevinsbrænder (HJ Akvavit).
- Harald Kidde, dansk forfatter.
- Harald Nielsen, dansk fodboldspiller.
- Harold Adrian Kim Philby, britisk spion.
- Harold Pinter, engelsk forfatter.
- Harald Sæverud, norsk komponist.
- L:Ron:Harald, dansk rapper (kunstnernavn).

## Navnet anvendt i fiktion
- Harold og Maude er titlen på en amerikansk film af Hal Ashby fra 1971.
- Harold i Italien er titlen på Hector Berlioz' anden symfoni fra 1834.
- Harald er navnet på en af hovedrollerne i filmene I Kina spiser de hunde og Gamle mænd i nye biler, begge gange spillet af Kim Bodnia.

## Skibe
- DS Kong Harald, i drift 1890-1954
- Harald Haafagre norsk panserskip i tjeneste fra 1898 til 1947
- MS Harald Jarl et tidligere hurtigruteskib
- MS Kronprins Harald navn på flere passagerskib i drift mellem Oslo og Kiel
- MS Kong Harald er et hurtigruteskib i drift siden 1993
- Draken Harald Hårfagre et rekonstrueret vikingeskib bygget på Vibrandsøy og søsat i 2012

## Andre betydninger
- Haralds Sogn er et sogn i Gladsaxe-Herlev Provsti, Helsingør Stift.